# Lublaňská (Praha)
Lublaňská je ulice v Praze 2. Ulice vede severně od parku Folimanka na Vinohradech a ústí na náměstí I. P. Pavlova (Nové Město) u vchodu do stanice metra C s názvem I. P. Pavlova.
Tímto směrem je také číslovaná. Ulici ve stejném směru protínají také ulice Wenzigova, Koubkova, Tyršova a Rumunská.
Administrativně tvoří část Lublaňské předěl mezi Novým Městem a Vinohrady. Pod Nové Město pražské spadá úsek Wenzigova-Rumunská vlevo.
Ulice měří 670 m a je 15 m široká.

## Popis
Lublaňská začíná u Nuselského mostu. Je pokračováním ulice Boženy Němcové, která je v tomto místě ale slepá protože ji protíná magistrála. Na začátku Lublaňské se nachází park Nad Vinohradskou a Odtahové parkoviště Legerova. Z tohoto místa jde ulice na severovýchod a u schodiště do Bělehradské se láme více na sever. V této části jsou domy pouze nalevo, napravo je park a následně volné prostranství koleje Budeč, která je první stavbou napravo těsně před křížením s ulici Wenzigovou. Tak vzniká asymetrické číslování Lublaňské.
Za křižovatkou Lublaňská x Wenzigova jsou již domy obytné po obou stranách. Jedinou výjimkou je proluka mezi domy číslo orientační 6 a 8 na pravé straně. Za křížením s ulicí Koubkova se Lublaňská láme doleva a nabírá severozápadní směr. V těchto místech nalevo se nachází neorenesanční dům č.o. 33 ve kterém sídlí diagnostický ústav. Dům má v přízemí na fasádě plastickou bosáž a v patrech malovaná sgrafita. Zhruba naproti v domě se zelenými obkladačkami č. 18 sídlí Dům dětí a mládeže, Praha 2. Následuje křižovatka s Tyršovou ulicí. Tyršova Lublaňskou nekříží, protože v ní končí, přichází zleva od západu. Napravo v čísle 34 sídlí distributor knih Kosmas (dříve nakladatelství).
Další křížení je s ulicí Rumunskou. Zde na levém rohu se nachází restaurace Na Břežance. Před vstupem do restaurace je umístěna pamětní deska Martina Kukučína od sochaře Jiřího Harcuby. Napravo v čísle 44 se nachází ubytovna Kongregace Školských sester svatého Fratniška. Následně vlevo v čísle 55 je vjezd do garáží. Dále napravo u čísla 48 je tzv. Tylova pasáž spojující Lublaňskou s Tylovým náměstím. Vlevo v čísle 65 sídlí houslařský ateliér Vávra. Následně Lublaňská ústí do Jugoslávské, v nárožním domě vlevo je průchod do stanice metra C I. P. Pavlova.

## Doprava
Ulice Lublaňská je jednosměrně průjezdná z Jugoslávské, pouze v úseku Wenzigova - Boženy Němcové je obousměrně průjezdná. V celé délce Lublaňské je po obou stranách chodník, auta zde parkují v režimu rezidenční parkování (modrá parkovací zóna).

## Historie
Jak ukazuje mapa z roku 1769, dnešní Lublaňská se nacházela za barokními hradbami Nového města Pražského, pod jehož bastiony procházela cesta, která v místech dnešní koleje Budeč ústila do Staré Linecké cesty (dnešní Bělehradská). Ulice založena před rokem 1884 jako Puchmajerova. Označení Puchmajerova nesla podle básníka a kněze Antonína Jaroslav Puchmajera. Ulice začíná ve Wenzigové a končí v Jugoslávské. Jsou zde zachyceny již některé parcely s domy, ale i zbytky barokních bastionů. Z tohoto důvodu není ulice rovná, ale tvoří jakousi střechu trojúhelníka tak, aby se vyhla oněm bastionům. V celé své délce je ulice zakreslena na Orientačním plánu Prahy z let 1909 až 1914. Jsou zde již také všechny domy, vyjma kolejí Budeč, ty se objeví až na orientačním plánu Prahy z roku 1938.
Současný název byl zaveden v roce 1926 podle hlavního města Slovinska. Pojmenována byla na počest mírového uspořádání Evropy po první světové válce, díky čemuž vzniklo i Československo. Této dějinné události odpovídá i pojmenování některých ulic podle států tzv. Dohody (Spojené království, Francie, Rusko se spojily na základě Dohody) – např. Americká, Francouzská, ...; a k nim se přidaly po vypuknutí války Itálie, USA, Srbsko a další státy). Některé další ulice se jmenují po hlavních městech států Dohody (Římská, Bruselská, Záhřebská atd.), které bojovaly až do konce války proti tzv. centrálním mocnostem.[zdroj?]